# Незастрашен вид
Незастрашен вид (на английски: Least Concern, LC) е категория на Международния съюз за защита на природата, към която се отнасят видове, които са изследвани и не са отнесени към никоя от другите съществуващи категории – застрашен вид, уязвим вид, почти застрашен вид или зависим от защита вид (преди 2001). Много от добре познатите ни видове като скален гълъб, медоносна пчела, домашна муха, обикновена хвойна, лама, домашна мишка както и човек се категоризират като „незастрашен вид“.
За да бъде определено дали даден вид е незастрашен е необходимо първо да бъде определен популационният му статус. Освен това е нужна и адекватна информация за разпространението на вида и на тази основа пряко или косвено да бъде оценен риска от изчезване.
От 2001 категорията се означава като „LC“, следвайки критериите на Международния съюз за защита на природата 2001 (версия 3.1). Все пак около 20% от незастрашените видове (3261 от 15636) в базата данни на Международния съюз за защита на природата са определени като „LR/lc“ нисък риск/незастрашен). Преди 2001 г. „незастрашен вид“ е била подкатегория на категорията „нисък риск“ с код „LR/lc“ или (lc).